# 흑표천하
《흑표천하》(黑豹天下, The Black Panther Warriors)는 홍콩에서 제작된 곽요량 감독의 1993년 액션, 범죄, 코미디 영화이다. 등광영 등이 주연으로 출연하였고 등광영 등이 제작에 참여하였다.

## 출연

### 주연
- 등광영
- 임청하

### 조연
- 임달화
- 양가휘
- 장위건

## 기타
- 의상: 마지명
- 출품인: 등광우